# 色情研究 (期刊)
《色情研究》（英語：Porn Studies）是一份經過同行評審的季度期刊，於2014年創刊。其內容以有關色情作品的研究為主軸，由劳特里奇負責出版。它的總編輯為费奥纳·阿特伍德（Feona Attwood）、约翰·默瑟（John Mercer）、克拉丽莎·史密斯（Clarissa Smith）——他們分別來自密德薩斯大學、伯明翰城市大學、桑德蘭大學。
在一篇文章募集廣告中，編輯們形容這份期刊是「首份經過同行評審，並以批判性視角去探索被視為色情的產品和服務的國際性專門期刊」。

## 評論
约翰·杜格代尔（John Dugdale）在《衛報》上撰文，當中指出這份期刊的出現源自於對文化研究未能涵蓋色情作品的含蓄批評——這反映了第二波女性主義當中支持與反對色情作品的人所出現的爭論。他把编辑們視為支持那派，並舉出安潔拉·卡特作為前者的例子。
這份期刊於2014年創刊的消息傳出後，便引來色情作品反對者的批評。盖尔·迪尼斯是反色情作品運動的領頭人物。她把阿特伍德和史密斯比作「全球暖化否定者」和「行業的啦啦隊」。
《時代》雜誌的莉莉·罗斯曼（Lily Rothman）稱：「任何想從中尋找刺激的人想必一定十分失望（除非你的興奮點是社會學分析——在这种情况下，「今天你真幸运」。）」《大西洋》雜誌的亚历克西斯·马德里加尔指出：「仅仅是2013年中葉的[創刊]消息，就使得各大媒體爭相報導。但期刊內的文章是十分嚴肅地把媒體研究和色情作品之間的關注重心扣在一起。『色情研究』並非一件可笑的事，但人們能透過取笑它，獲得一絲解脫」。

## 外部連結
- 官方网站
- 克拉麗莎·史密斯 （页面存档备份，存于）
- 費奧納·阿特伍德 （页面存档备份，存于）